# Волков, Григорий Николаевич
Григорий Николаевич Волков (род. 23 мая 2004, Зеленогорск, Красноярский край) — российский хоккеист, вратарь.

## Биография
В возрасте четырёх лет переехал с семьёй из Зеленогорска в Калининград. Стал заниматься хоккеем уже в Гусеве. На детско-юношеском уровне играл в командах «Янтарная звезда» (Калининград, 2013—2014), «Белые медведи» (2014—2016) и хоккейной школы С. Макарова (2016, обе — Челябинск), ХК «Дмитров» (2017—2019), «Витязь» Подольск (2019—2021). Перед сезоном 2021/22 перешёл в систему «Северстали», стал играть за команду НМХЛ «Металлург» Череповец, провёл два матча за «Алмаз» в МХЛ. Два следующих сезона отыграл за «Алмаз». 10 февраля 2024 года в домашнем матче «Северстали» против «Локомотива» (3:2 Б) дебютировал в КХЛ. Провёл ещё один матч в чемпионате и два — в плей-офф. Перед сезоном 2024/25 был командирован в команду ВХЛ «Дизель». Не проведя ни одной игры, вернулся обратно — был в заявке «Северстали» в матче 8 октября.